# Nuova Nardò Calcio 2000-2001
Questa voce raccoglie le informazioni riguardanti  la Nuova Nardò Calcio nelle competizioni ufficiali della stagione 2000-2001.

## Rosa
| N. |                   | Ruolo | Calciatore          |
| -- | ----------------- | ----- | ------------------- |
|    | Italia (bandiera) | C     | Giovanni Baratto    |
|    | Italia (bandiera) | C     | Simone Berardi      |
|    | Italia (bandiera) | D     | Emiliano Bernardini |
|    | Italia (bandiera) | P     | Sergio Bruno        |
|    | Italia (bandiera) | C     | Francesco Cantatore |
|    | Italia (bandiera) | C     | Francesco Carbonaro |
|    | Italia (bandiera) |       | Carrara             |
|    | Italia (bandiera) | D     | Raimondo Catalano   |
|    | Italia (bandiera) | C     | Francesco Cavaliere |
|    | Italia (bandiera) | P     | Daniele Cerretti    |
|    | Italia (bandiera) | D     | Riccardo Cornacchia |
|    | Italia (bandiera) |       | De Pascali          |
|    | Italia (bandiera) | D     | Raniero Di Cunzolo  |
|    | Italia (bandiera) | C     | Emanuele Germano    |
|    | Italia (bandiera) | C     | Michele Gesuito     |

| N. |                   | Ruolo | Calciatore          |
| -- | ----------------- | ----- | ------------------- |
|    | Italia (bandiera) | A     | Luca Ghirardelli    |
|    | Italia (bandiera) | D     | Davide Giansante    |
|    | Italia (bandiera) | D     | Nicola Lanotte      |
|    | Italia (bandiera) | C     | Antonio Lentini     |
|    | Italia (bandiera) | C     | Giuseppe Lo Polito  |
|    | Italia (bandiera) | C     | Nicola Losacco      |
|    | Italia (bandiera) | P     | Francesco Monaco    |
|    | Italia (bandiera) | D     | Daniele Morello     |
|    | Italia (bandiera) | D     | Tommaso Napoli      |
|    | Italia (bandiera) | P     | Massimo Negro       |
|    | Italia (bandiera) | C     | Carmine Passalacqua |
|    | Italia (bandiera) | C     | Cristian Presicce   |
|    | Italia (bandiera) | A     | Daniele Vantaggiato |
|    | Italia (bandiera) | C     | Fabio Zollino       |